# 나무에게서 온 편지
《나무에게서 온 편지》는 소설가이자 출판 기획자인 하명희가 쓴 장편소설이다. 2014 제22회 전태일문학상 당선작으로 사회평론에서 발간했다.

## 차례
1. 물고기가 다녀간 길
2. 나무에게서 온 편지
3. 천 개의 고약
4. 물고기의 집
5. 마석으로 가는 길
6. 구름의 연대
7. 폐륜아들
8. 어디로
9. 수상 소감
10. 심사평